# Izieu
Izieu – miejscowość i gmina we Francji, w regionie Owernia-Rodan-Alpy, w departamencie Ain.

## Demografia
Według danych na styczeń 2012 r. gminę zamieszkiwało 213 osób, a gęstość zaludnienia wynosiła 27,8 osób/km².

## II wojna światowa
W Izieu, podczas II wojny światowej, żydowskie dzieci, które ukrywały się przed Niemcami, zostały najprawdopodobniej wydane i wysłane na zagładę.